# 7 × 57 мм
7 mm Mauser (регламентированные наименования: 7 x 57 (C.I.P.), 7 mm Mauser или 7×57 mm (SAAMI), в США также известен как 7 mm Spanish Mauser, а в Великобритании продавался как .275 Rigby) — винтовочный патрон германского происхождения, имевший достаточно широкое военное применение на рубеже XIX—XX веков, но в настоящее время используемый только в гражданском оружии.

## История
Патрон 7×57 был представителем первого поколения винтовочных патронов на бездымном порохе. Создатель патрона — знаменитая германская фирма «Маузер» в острой конкурентной борьбе при разработке новой винтовки и патрона к ней создала новый патрон на бездымном порохе. В результате оптимальным калибром для такого заряда стал калибр 7 мм (диаметр пули 7,2 мм) при массе тупоконечной пули около 11,2 г. Вскорости пулю заменили на остроконечную массой 9 г. Позже были созданы остроконечные пули обтекаемой формы (с сужающейся хвостовой частью) массой 9,9 и 10 г.
Патрон был разработан в 1892 году, но в самой Германии на вооружение не поступил. Зато уже в 1893 году он был принят на вооружение испанской армией вместе с поступавшей в испанские войска германской винтовкой под этот патрон. В следующие несколько лет новый боеприпас и оружие под него (винтовки фирмы Маузер образца 1895 и 1897 годов) был принят также несколькими странами Латинской Америки, а также бурскими республиками — Оранжевой и Трансваалем.
Внимание военных этих стран привлекли хорошие характеристики патрона 7×57 — настильность траектории, высокая кучность при стрельбе и сравнительно небольшая отдача. Для 90-х годов XIX века эти показатели были, действительно, выдающимися. Большую роль сыграло здесь то, что конструкторы быстро перешли на лёгкую пулю с острой вершинкой вместо господствовавших в то время тяжёлых тупоконечных, имевших довольно малую скорость и крутую траекторию.
В 1900 году под этот патрон был разработан окончательный вариант винтовки Mondragón — первой самозарядной винтовки в мире.

## Военное применение
Патрон 7×57 мм применялся во время нескольких войн и конфликтов рубежа веков. В руках испанцев он использовался как стандартный винтовочный патрон во время Испано-американской войны 1898 года, а также в ходе боевых действий, которые вела Испания против рифских племён в Марокко в 1920-е годы. Интересно, что в США обратили большое внимание на этот патрон именно после боёв с испанскими войсками на Кубе, когда потери американцев от винтовочного огня были крайне существенными. Точно так же в Великобритании специалисты пришли к выводу об эффективности патронов с бездымным порохом и остроконечными высокоскоростными пулями после того, как буры, вооружённые винтовками под патрон 7×57 мм, во время Англо-бурской войны нанесли большие потери англичанам. При этом патрон 7×57 мм по своим характеристикам (как по кучности, так и по дальности стрельбы) оказался намного лучше, чем стандартный британский .303 British, который в то время снаряжался кордитом, не обеспечивавшим большой дальности стрельбы. Сербская армия применяла патрон в винтовке Маузер-Милованович в ходе Первой мировой войны.
Патрон 7×57 мм проявил себя очень надёжным боеприпасом, не дававшим сбоев даже в экстремальных условиях.
Однако, с модернизацией в 1910-е годы других винтовочных патронов (перевод на пироксилиновый порох, внедрение новых типов пуль) патрон 7×57 мм утратил своё преимущество и был быстро вытеснен ими из военной сферы. Не в последнюю очередь это произошло из-за более лёгкой пули этого боеприпаса по сравнению с пулями патронов калибра 7,62 мм, которые при прочих равных условиях меньше отклонялись ветром и летели обычно дальше.

## Применение на охоте
Патрон 7×57 мм до сих пор остаётся популярным охотничьим и спортивным боеприпасом в Западной Европе и США (в России он известен значительно меньше). К его несомненным преимуществам относятся сравнительно малая отдача, хорошая меткость и настильность стрельбы.
Высокая скорость придаёт пуле хорошую поражающую способность. Патрон 7×57 мм годится для охоты практически на всех копытных умеренного пояса Северного полушария. Хотя дульная энергия пули у него не очень велика — не больше 3,2-3,5 кДж, пуля этого патрона, благодаря сочетанию высокой поперечной нагрузки и достаточно большого веса, обладает очень значительной пробивной способностью. Это позволяет, если применять специальные недеформирующиеся пули, бить даже слонов — известно, что некоторые африканские охотники именно так и поступали; один из них добыл с помощью этого патрона свыше 1000 слонов. При такой охоте надо, безусловно, попадать с высочайшей точностью в убойные точки, прежде всего, в мозг, иначе охота может закончиться печально для стрелка.
Вообще патрон 7×57 мм является приемлемым боеприпасом только для средней дичи (кабан, лось, олени, в Африке — антилопы), наиболее полно проявляющим свои качества в условиях, когда требуется точная стрельба на 200—300 м. В США он пользуется большим спросом у охотников на белохвостого оленя. Годится этот патрон и для варминтинга. Некоторые авторы очень рекомендуют его для охоты в горах на серну и муфлона.
Слабая отдача и высокая кучность в сочетании с небольшой ценой (в России — примерно 50-60 руб. за одну шт.) делают патрон 7×57 мм привлекательным боеприпасом для спортивной стрельбы.
Под этот патрон выпускается широкий ассортимент оружия — карабинов и штуцеров. В Великобритании патрон 7×57 мм обычно именуется .275 Rigby — по названию выпускавшей его фирмы John Rigby & Company и его калибру в тысячных долях дюйма, если замерять по полям нарезов.

## На вооружении
В 1893 году патрон был принят на вооружение испанской армией вместе с поступавшими в испанские войска немецкими винтовками под этот патрон. В следующие несколько лет новый боеприпас и оружие под него (винтовки фирмы Маузер образца 1895 и 1897 годов) был принят также несколькими странами Латинской Америки.
- Королевство Испания
- на вооружении бурских республик: Оранжевой и Трансвааля
- Куба — после окончания кубинской войны за независимость, некоторое количество винтовок и боеприпасов к ним осталось на вооружении кубинской армии, но в дальнейшем началось перевооружение войск оружием производства США под штатный американский винтовочный патрон 7,62х63 мм. В декабре 1956 года группа кубинцев во главе с Ф. Кастро высадилась с яхты «Гранма» в провинции Орьенте и начала вооружённую борьбу против правительства Ф. Батисты. На вооружении партизан находилось стрелковое оружие различных систем и калибров (в том числе, старые 7-мм магазинные винтовки и несколько 7-мм пулемётов Madsen — предположительно, купленные в странах Латинской Америки), но к началу 1959 года основную часть их стрелкового оружия уже составляло трофейное вооружение кубинской армии и полиции под патроны 7,62×63 мм и .45 ACP[7]
- Мексика — штатный винтовочно-пулемётный патрон 7×57 мм начали постепенно замещать на вооружении армейских подразделений после подписания в 1947 году Межамериканского договора о взаимной помощи и перевооружения войск более современным оружием, однако снятые с вооружения 7-мм магазинные винтовки «маузер» и патроны к ним хранились на складах мобилизационного резерва. В 2014 году 7-мм магазинные винтовки «маузер» и патроны к ним оставались на вооружении сельской стражи и использовались в качестве учебно-тренировочного оружия[8].
- Сальвадор — на вооружении армии до окончания второй мировой войны, на вооружении Национальной гвардии до 1961 года
- Сербия — использовался для винтовки Маузер-Милованович в первой половине XX века[5].